# Dag Juf, tot morgen
Dag Juf, tot morgen was een Nederlands kinderprogramma van de AVRO. De serie werd uitgezonden van 7 oktober 1995 tot 30 december 1995. Tamara Bos schreef het scenario van de afleveringen en de muziek was van Thijs de Melker en Karel von Kleist. Ben Sombogaart verzorgde de regie. De serie werd geproduceerd door, Burny Bos,
Anja Bos en Gideon Rijnders.

## Verhaal
In Dag Juf, tot morgen werden gebeurtenissen beschreven van kinderen die bij elkaar in de klas zaten. De serie was in dezelfde stijl als een serie die vijf jaar eerder werd uitgezonden: Kinderen van Waterland. De één voetbalde graag, maar kreeg een wond, de ander wilde graag nieuwe kleren en weer een ander vond een portemonnee. In iedere aflevering stond één kind centraal dat iets meemaakte en er op zijn of haar manier mee omging en eventueel het probleem oploste. Het verhaal werd verteld door Bram Vermeulen. Hij zong ook de titelsong.
Het scenario van Tamara Bos werd in 1999 bekroond met de Lira Scenarioprijs. Sinds 3 september 2018 wordt de serie weer uitgezonden door de digitale kinderzender Pebble TV.

## Rolverdeling
| Personage              | Acteur/actrice            |
| ---------------------- | ------------------------- |
| Verteller              | Bram Vermeulen            |
| Schooljuf              | Janneke Heinsius          |
| Teet Willemse          | Rick van Gastel           |
| Vader van Teet         | Peter Paul Muller         |
| Moeder van Teet        | Ariane Schluter           |
| Mauli Alexander        | Cheyenne Tseng            |
| Hiske Herringa         | Stije van der Beek        |
| Vader van Hiske        | Guus Dam                  |
| Flo Valeton            | Afroditi-Piteni Bijker    |
| Pepette                | Afroditi-Piteni Bijker    |
| Vader van Flo          | Kees Hulst                |
| Moeder van Flo         | Charlotte Fontijn         |
| Dokter                 | Charlotte Fontijn         |
| Mies Wolke             | Elleke Vervat             |
| Moeder van Mies        | Geert de Jong             |
| Daaf Vos               | Pieter van Huis           |
| Vader van Daaf         | Hans Dagelet              |
| Moeder van Daaf        | Heleen Hummelen           |
| Moeder van Mauli       | Juliet Peroti             |
| Oppas van Flo          | Tatum Dagelet             |
| Oma Appels             | Anita Menist              |
| Oma Mies               | Yoka Berretty             |
| Agent                  | Cahit Ölmez               |
| Baliedame              | Anita Barends             |
| Blinde vrouw           | Thea Breederveld          |
| Buurman van Hiske      | Rob van Houten            |
| Buurvrouw van Hiske    | Marijke Veugelers         |
| Errol                  | Jeffrey Spalburg          |
| Hulptrainer            | Sander Commandeur         |
| Jongen met rode pet    | Maarten Ooms              |
| Mevrouw van Babyvlucht | Karen van Holst Pellekaan |
| Zeno                   | Khaldoun Elmecky          |

## Afleveringen
| Aflevering | Titel                     | Uitzenddatum     |
| ---------- | ------------------------- | ---------------- |
| 1          | Eerlijk gevonden          | 7 oktober 1995   |
| 2          | Een nieuwe kamer          | 14 oktober 1995  |
| 3          | Nieuwe kleren             | 21 oktober 1995  |
| 4          | Oma Appels                | 28 oktober 1995  |
| 5          | De papegaai               | 4 november 1995  |
| 6          | Een poesje                | 11 november 1995 |
| 7          | Kaafje                    | 18 november 1995 |
| 8          | Cadeautjes kopen          | 25 november 1995 |
| 9          | Koninginnedag             | 2 december 1995  |
| 10         | Een nieuw zusje           | 9 december 1995  |
| 11         | Een blinde mevrouw        | 16 december 1995 |
| 12         | Een vriendin              | 23 december 1995 |
| 13         | Een belangrijke wedstrijd | 30 december 1995 |

## Titelsong
In de stad daar kun je lachen
In de stad daar is het feest
In de stad gebeuren dingen
Die je in de kranten leest
Dag Juf, tot morgen
Dag Juf, tot ziens
Dag Juf, tot morgen
Dag Juf, tot ziens
Iedereen die kan zich redden
Met verstand en met wat bluf
Gooi de deuren nou maar open
Zie je morgen wel weer, Juf
Dag Juf, tot morgen
Dag Juf, tot ziens
Dag Juf, tot morgen
Dag Juf, tot ziens